# 박장성
박장성(베트남어: Bắc Giang)은 베트남의 오래된 지방이다. 2025년 6월 12일, 박장성 성이 박닌성 편입되었다.

## 역사
반랑을 세운 훙왕(雄王)의 시대에 박장은 보닌의 행정 구역이었다. 레 왕조 시대에 이 지방은 박하현이었다. 응우옌 왕조가 등장함에 따라 1822년 티엔푹현이 되었고, 베트남의 마지막 독립 군주였던 뜨득 황제 시대에 다푹현이 되었다. 1889년 11월 5일부터 1891년 9월 9일까지 럼남현이 존재했다. 바오록, 프엉년, 룩남, 흐우렁(랑장과 박닌성)의 현과 옌바이현(랑선성에서 분할)로 구성되었다. 1891년, 바오록현과 프엉년현이 다시 박닌성으로 재편입된 후, 룩남을 폐지하고 다오꽌빈 1(Đạo Quan Binh I)으로 통합되었다.
현대의 박장성은 1895년 10월 10일에 설립되었는데, 이때 박닌성에서 분할되어 만들어졌다. 처음에는 랑장현과 다푹현, 낌아인현, 옌중현, 프엉년, 비엣옌, 히엡호아, 옌테 그리고 룩남강 남부의 일부 작은 영토로 구성되었다. 성의 수도는 현재의 박장시인 풀랑트엉이었다. 1896년 다푹현과 낌아인현은 박닌성으로 반환되었다.
1945년 3월, 일본군은 박장성에서 프랑스군 전쟁포로들을 대상으로 여러 차례 학살을 감행했다. 박장성 수비대가 항복한 직후, 그들은 45명의 전쟁 포로를 총으로 쏴 죽였고, 4명의 중상을 입은 사람들이 살아남았다. 3월 11일, 22명의 죄수들이 꺼우강 강변에서 살해당했다. 이틀 후에 13명이 비슷한 방식으로 처형되었다. 3월 14일, 14명의 프랑스군 포로들이 교회 뒤에서 처형되었다.
1950년에 박장은 북베트남 연방(비엣민)에 편입되었고, 7개의 현(히엡호아, 룩응안, 옌테, 랑장, 비엣옌, 옌중, 흐우룽현)으로 구성되어 있다.
1955년 2월 22일 꽝옌성 선동현이 박장으로 통합되었다. 1956년 7월 1일, 북베트남 자치구의 성립으로 흐우룽현이 랑선성으로 이전되었다. 1957년 1월 21일, 선동현과 룩응안현이 선동현, 룩응안현, 룩남현으로 분할되었다.
1962년 10월 27일, 박정성은 박닌성과 합병되었다가, 1997년 1월 1일에 이전 행정구역으로 되돌아갔다.

## 지리
박장성은 홍강 삼각주 유역에 위치해 있다. 동쪽으로 꽝닌성, 북쪽으로 랑선성, 서쪽으로는 수도 하노이의 타이응우옌과 속선현, 그리고 남쪽으로는 박닌성과 하이즈엉성과 경계를 접한다. 박장성은 세가지 지형으로 이루어져 있는데, 삼각주, 내륙부, 그리고 산악 지역으로 나뉜다. 내륙부 현으로는 히엡호아현, 비엣옌현, 그리고 박장시가 있고, 산악 지역으로는 선동현, 눅응안현, 옌테현, 떤옌현, 옌중현, 그리고 랑장현이 있다. 7개의 산악 지역 현들은 박장성 면적의 72%를 차지한다.
박장성 전체 토지 면적 중 1,230km2는 농업용지, 1,100km2는 임야, 6,650km2는 주거용지, 도시용지, 기타 용지로 사용되고 있다. 박장성의 농지는 벼, 채소, 과일 작물, 구근 작물의 집중 농사에 좋다. 삼림 아래 토지를 확장할 수 있는 범위가 있다. 임야에서 나온 생산물은 350만m³의 목재와 5억 그루의 대나무, 싸릿대로 추정된다.
박장성은 3,827.45km2의 면적을 차지한다. 그것은 전국 면적의 1.2%에 해당한다. 2000년의 통계에 따르면, 토지의 32.4%가 농업에 사용되고 있는 반면, 28.9%는 임업, 산업, 또는 그 밖의 기타 용도로 사용되고 있다. 나머지는 산, 미개척 수로와 잡다한 용도로 사용되는 땅으로 구성된다. 박장성은 하노이에서 50km 떨어져 있으며 국도 제1A호선, 31호, 279호 등 도로망이 좋다. 박장성에서 하노이, 랑선성, 타이응우옌성, 꽝닌성의 광산 지역 등을 운행하는 열차 노선을 가지고 있다.
지형은 북쪽으로는 높은 산과 남쪽으로는 홍강 삼각주 사이에 적당히 산이 많다. 지형의 많은 부분이 산악 지형이긴 하지만, 대부분은 고립되어 있지 않다. 박장성의 북쪽 끝에 이르는 지역은 미개척 삼림 지역이다. 이 지방의 동쪽과 남동쪽에는 옌뜨 자연보호구역 내에 있는 동찌에우산과 옌뜨산이 있다. 박장성의 고도는 대부분 300-900m 범위에 있으며, 가장 높은 옌뜨산은 1,068m에 이른다. 박장성의 북동쪽 끝에 꽝닌성과 경계를 따라 71.53km2에 걸쳐 풍부한 생물다양성을 가진 케로(Khe Rỗ) 삼림 지역이 있다.
박장성은 총 347km의 강과 온천을 가지고 있는데, 세 개의 가장 두드러진 강은 룩남강, 트엉강, 꺼우강이다. 수로는 별도로 하더라도, 박장성에는 껌선호, 쿠온탄호를 포함한 많은 호수가 있다. 연못, 호수, 그리고 석호로 뒤덮인 지역의 면적은 163km2에 달한다. 껌선호는 랑선성과 경계를 맞대고 있는 룩응안현에 있다. 길이는 30km이고 폭은 200m에서 7km까지 다양하다. 면적은 26km2지만, 이것은 우기에 홍수가 나는 동안 30km까지 늘어날 수 있다. 쿠온탄호의 면적은 2.4km2고 호수의 중심에는 20년 된 소나무 숲으로 둘러싸인 5개의 작은 언덕이 있다. 페달과 모터 보트는 모두 호수에서 허용된다. 소수 민족이 사는 작은 마을은 호숫가에 위치해 있다. 호수로의 접근 경로는 박닌성에서 31km를 거쳐 박장성 - 51km를 거쳐 호아강까지 더 가서 98km를 거쳐 마침내 껌선호에 도착한다. 트엉강의 최고 유량은 64.4 m³/s이고 최저 유량은 12.9 m³/s인 것으로 보고되고 있다.

### 날씨
박장성은 북부 평야의 열대 온대 기후 지역의 지배적인 특징을 가지고 있다. 기온, 습도, 강우량은 수개월과 계절에 따라 다르다. 박장성의 기후는 5월부터 9월까지의 덥고, 장마철과 11월부터 3월까지는 춥고 건조한 계절이라는 두 가지 뚜렷한 계절로 구분되어 왔다. 평균 온도는 22~23 °C로 다양하며, 기록된 최대 온도는 41 °C이고 최저 온도는 13 °C이다. 습도 값은 73% ~ 87% 범위에 있다. 평균 강우량은 1,953mm로 보고된다. 연간 1,500~1700시간의 일조 시간은 열대나 아열대 나무를 키우기에 좋다. 평균 풍속은 2.1m/s이고 평균 대기압은 757.71mmHg이다. 박장성은 베트남 동부 해안과 동해(남중국해)에 위치한다. 비록 일부 산악 지역에서 회오리 바람과 우박바람이 토착화된 현상이기는 하지만, 태풍, 폭풍이 발생하는 경우는 드물다.

### 광물
박장성은 2005년에 석탄, 금속, 산업 광물, 건축 자재 등 15종의 광물을 채굴하는 63개의 등록된 광산을 가지고 있었다. 중요한 광산은 옌테현, 룩응안현, 그리고 동선현에 있는 탄광이며, 석탄 매장량은 약 1억 1천 4백만 톤(무연탄, 희석탄, 석탄 포함)이다. 동리광산은 대규모 산업 개발 잠재력을 가지고 있으며 1억730만t을 보유하고 있다. 옌테현에서 50만톤이 매장된 철광석을 발견했다. 10만톤이 매장된 청동광석은 룩응안현과 동선현에서 발견됐다. 300만 톤의 카오린 매장지가 옌중현에 위치해 있다. 3억6000만m³에 이르는 대규모 매장지는 비엣옌현, 랑장현, 룩남현, 옌테현, 히엡호아현에 집중돼 있으며, 약 10m³가 불에 구운 벽돌을 만드는 데 사용된다. 자갈과 역암은 히엡호아현과 룩남현에 있다.

### 조류
미국 자연사박물관(CBC-AMNH)과 생태생물자원연구소 하노이(IEBR)가 박장성에서 실시한 다과세 재고량 조사 결과, 하노이(IEBR)는 카우리아산과 푸타산과 카아산의 61종을 포함해 146종, 떠이꼰린산에서 온 105종의 조류를 기록했다.

## 행정 구역

### 시
- 박장시 (Bắc Giang / 北江)

### 시사
- 비엣옌 시사 (Việt Yên / 越安)
- 쭈 시사 (Chũ / 珠)

### 현
- 히엡호아현 (Hiệp Hoà / 洽和)
- 랑장현 (Lạng Giang / 諒江)
- 룩남현 (Lục Nam / 陸南)
- 룩응안현 (Lục Ngạn / 陸岸)
- 선동현 (Sơn Động / 山洞)
- 떤옌현 (Tân Yên / 新安)
- 옌중현 (Yên Dũng / 安勇)
- 옌테현 (Yên Thế / 安世)

## 인구
베트남 정부 통계청에 따르면 2016년 기준 박장성의 인구는 1,657,600명으로, 총 면적 3,827.45km2이며, km2당 430명의 인구 밀도를 보였다. 이 기간의 남성 인구는 790,300명으로, 여성이 838,100명을 차지한다. 농촌 인구는 도시 인구 153,400명 대비 1,473,000명이었다.
2009년 4월 1일 인구조사에 따르면 인구는 155만5720명으로, 인구밀도는 407명/km2로 전국 평균의 1.7배였다. 이 지방에는 베트남 민족이 26개 있는데, 그 뒤를 베트남 민족이 88.1%로, 베트남 민족이 4.5%로, 타이가 2.6%로, 산짜이족과 산지우족이 1.6%, 호아족이 1.2%, 야오족이 0.5%로 뒤를 이었다.

## 경제
박장 성은 농업에 의존하는 경제를 유지하며, 점차 특히 파인애플과 리치(여지)와 같은 과일의 산지로 명성을 얻어왔다. 또한 산림이 많은 지역이라 임업도 발달해 있다. 박장성의 토지 면적의 약 4분의 1이 임업에만 이용되고 있다. 하노이에서 50km 떨어진 곳에 위치한 박장성은 하노이-하이퐁-꽝닌 경제 회랑과 남닌-랑선-하노이-하이퐁-꽝닌 경제 회랑의 양쪽에 있다. 1997년 박장성이 형성되기 전에, 이 지역의 산업 개발이 시작되었고, GDP는 170달러에 불과했고, 농임업은 55%를 차지했으며 산업은 거의 기여하지 않았다. 농업 노동자의 90%가 빈곤선 아래로 남아 있는 형편없는 경제였다. 그러나 1997-2008년 동안 박장성은 모든 지역에서 여러 개의 산업 프로젝트를 시작했으며, 미화 4억3천290만 달러 상당의 74개의 "외국인 직접 투자" 프로젝트를 포함한 미화 231억7천4백만 달러의 투자와 함께 410개의 프로젝트가 착수되었다. 그 결과, "농촌경제 발전"과 같은 여러 경제적 농산 모델이 도입되었고, 소비자 소매 판매, 서비스업이 활기를 띠면서 빈곤율(2005년 수준)이 17.78%로 줄었고, 섬유와 의류 수출은 약 1억3000만달러를 차지해, 지방 수출 총액의 76%를 차지했다.
국도나 시골길과 같은 기반시설이 상당히 확장되었고, 도시들은 더 잘 계획되고 단정해 졌다. 산업단지, 도시 지역 서비스, 첨단 공원이 추가되고 있다. 2020년까지 국내총생산(GDP) 증가율 1112% 달성을 목표로 비료, 첨단기술, 엔지니어링, 건축 자재, 자동차 조립, 농업 가공, 임업제품, 섬유, 발전 등의 핵심 산업이 계획되어 있다. 박장성은 2008년에 박장 인민위원회가 설립한 박장 산업 교통부가 있다. 이 부서는 이 지방의 산업 발전을 촉진하기 위해 부여된 중요성을 증명한다.
농업, 농업, 산업 생산과 관련된 경제 지표 중 일부는 다음과 같다. 국가가 제시한 7592개의 농어업협동조합의 수치와 달리, 박장성에는 농업협동조합만 있다. 전국 120,699개 농장 중 1786개의 농장이 박장성에 있다. 도내 농업생산물의 생산가치는 1994년 지속적인 가격에서 34917억동으로 국가 수치인 156,6819억동에 비해 높았다. 박장성에서는 전국 생산량 4326만톤 중 56만 9400톤의 곡물을 생산했다. 도내 곡물의 1인당 생산량은 2007년 국가 수치 501.8kg에 비해 349.7kg이었다.
2007년 도의 산업생산은 총 147조동 중 3조 8683억동에 불과했다.

### 리치

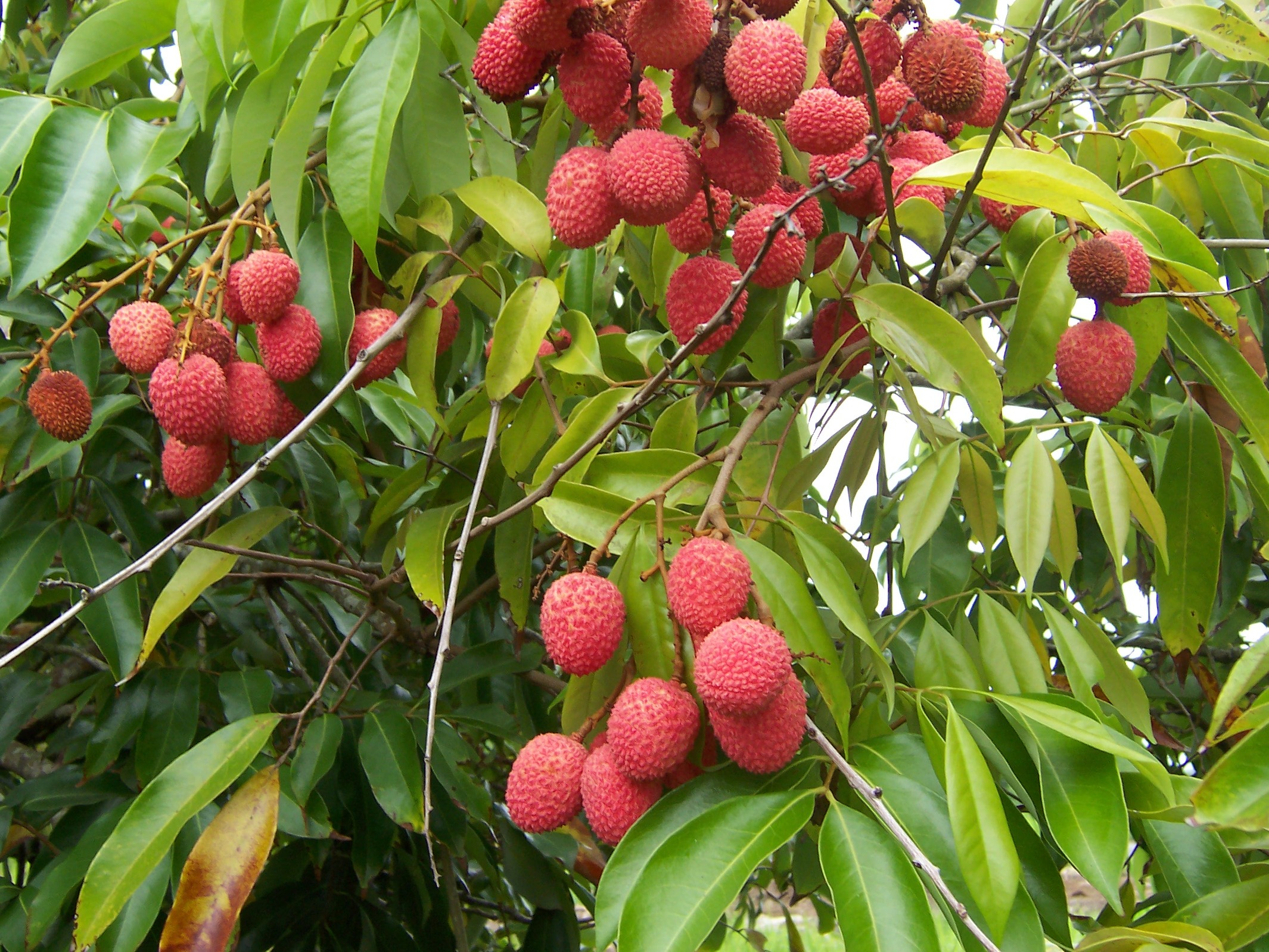
리치는 박장성의 대표 과일이라고 할 수 있다

리치는 박장성의 지배적인 과일 작물이다. 박장성의 총면적 35,352헥타르 중 20,275헥타르에 재배되고 있으며, 생산량은 20,248톤으로 보고 되고 있다. 이 품종은 하이즈엉성(타인하현)에서 발원하여 전국 다른 지방과는 별도로 이 지방의 룩응안, 룩남, 옌테현에서 상업적으로 재배되고 있다. 과일채소연구소(RIFAV)에 따르면 가정 정원과 통합농장 등지에서 재배되는 리치는 33개의 품종으로 확인됐다.

## 여행
- 떠이 옌뜨 유적 관광 단지는 옌뜨의 관광 단지에 속해 있으며, 박장성과 꽝닌성에 의해 세계 유산으로 인정받기 위해 유네스코에 제출되어 있다.
- 딘한사(동로현-히엡호아현)는 낀박에서 가장 오래된 공동 주택이다.
- 옌뜨 봉기 유적 - 특별 국가 기념물로 인정받은 유적지이다.
- 빈응이엠사 - 유네스코가 2015년 국가특수기념물인 아시아태평양 지역의 기록유산으로 인정한 불교 목판 세트를 보유하고 있다.
- 보다사 - 비엣옌현의 띠엔선사에 위치해 있으며, 2016년 국가특수기념물로 지정되었다.

## 갤러리

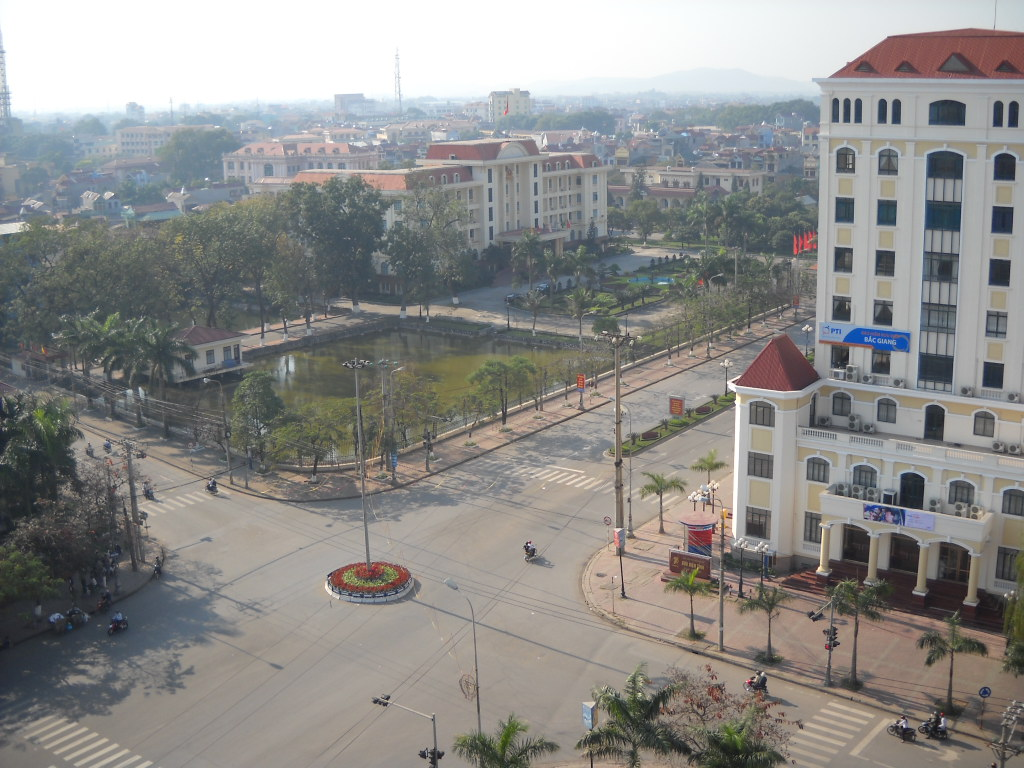
박장시
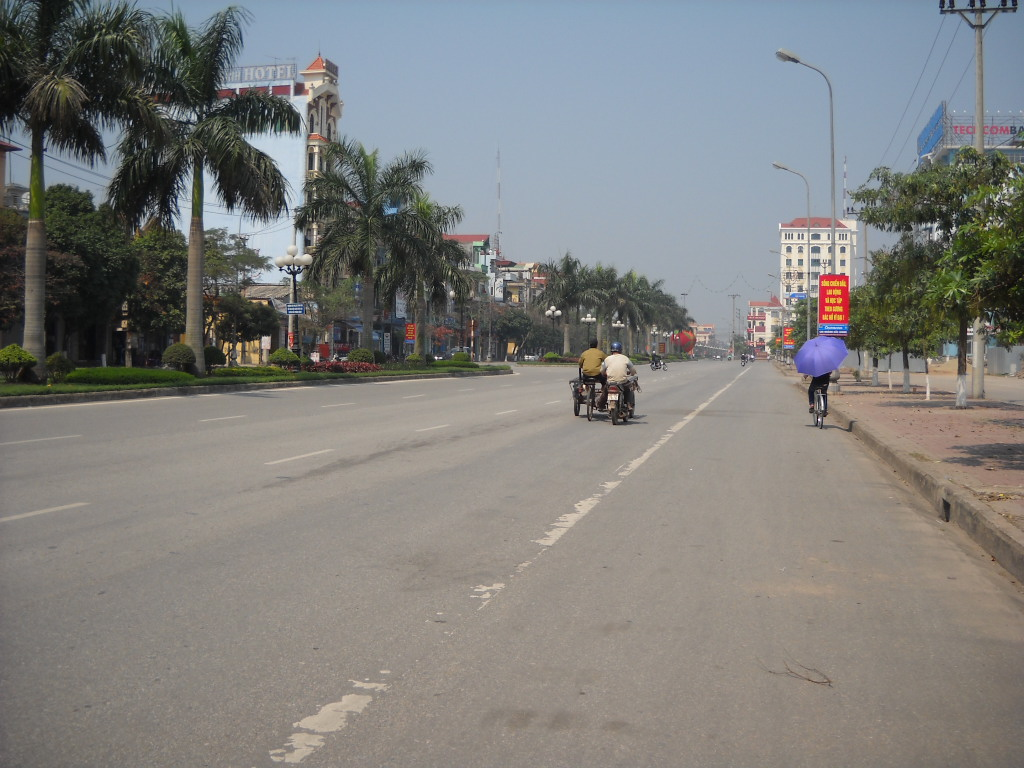
박장시의 거리
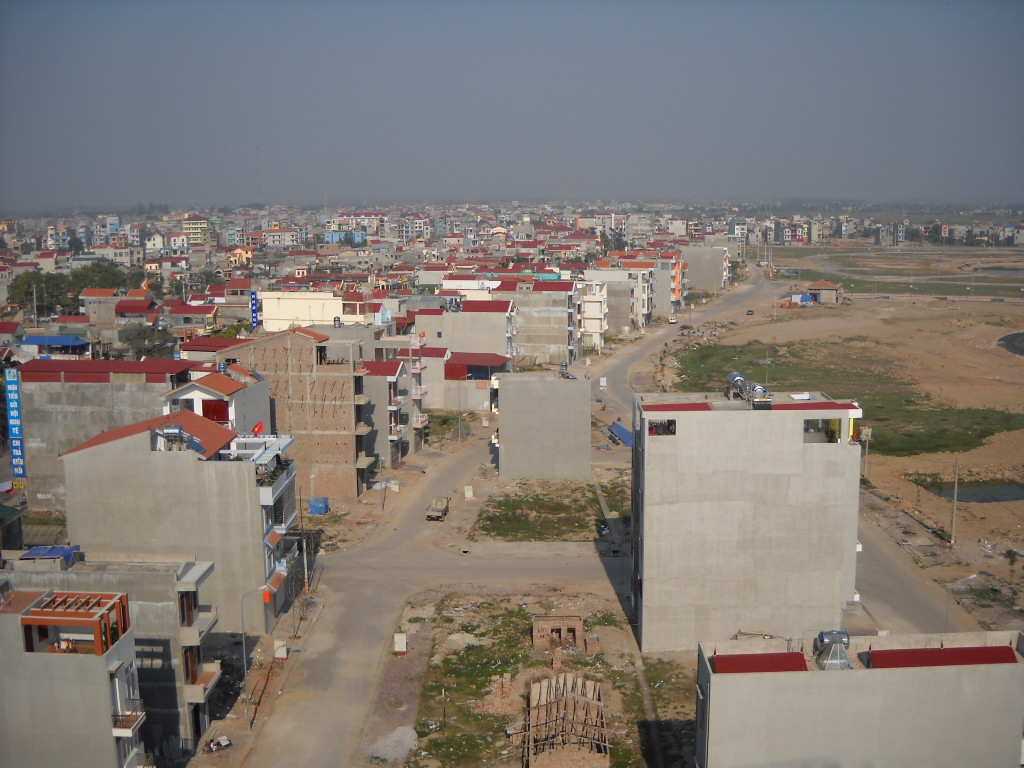
박장시의 거주 구역
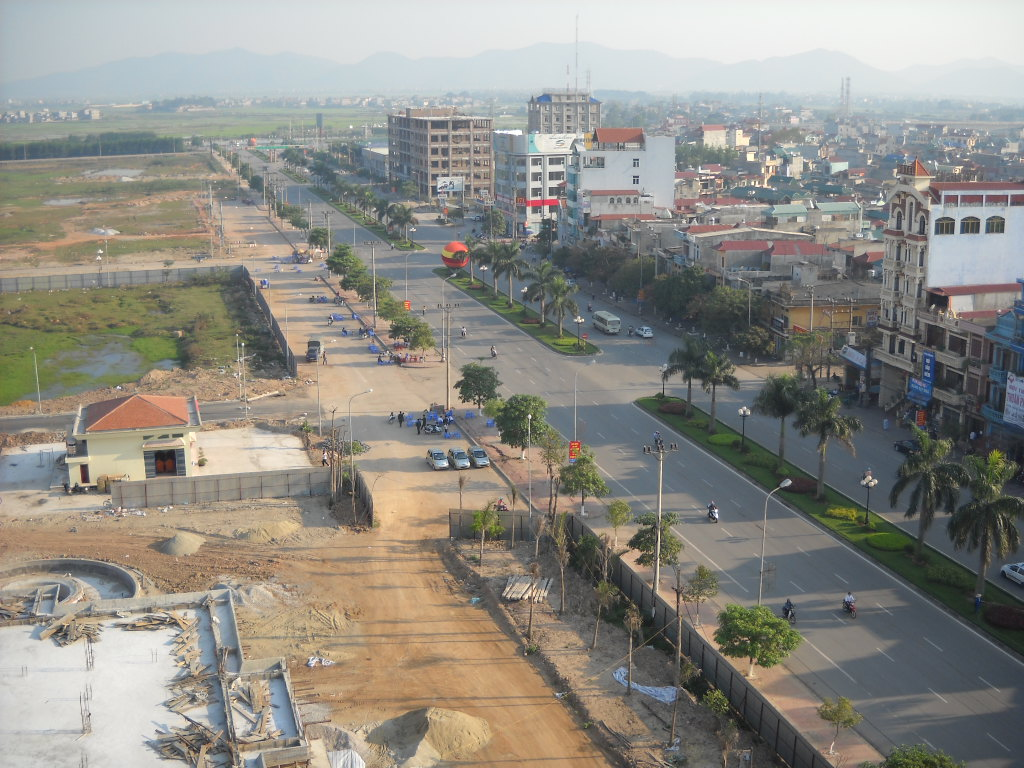
박장시 중심가
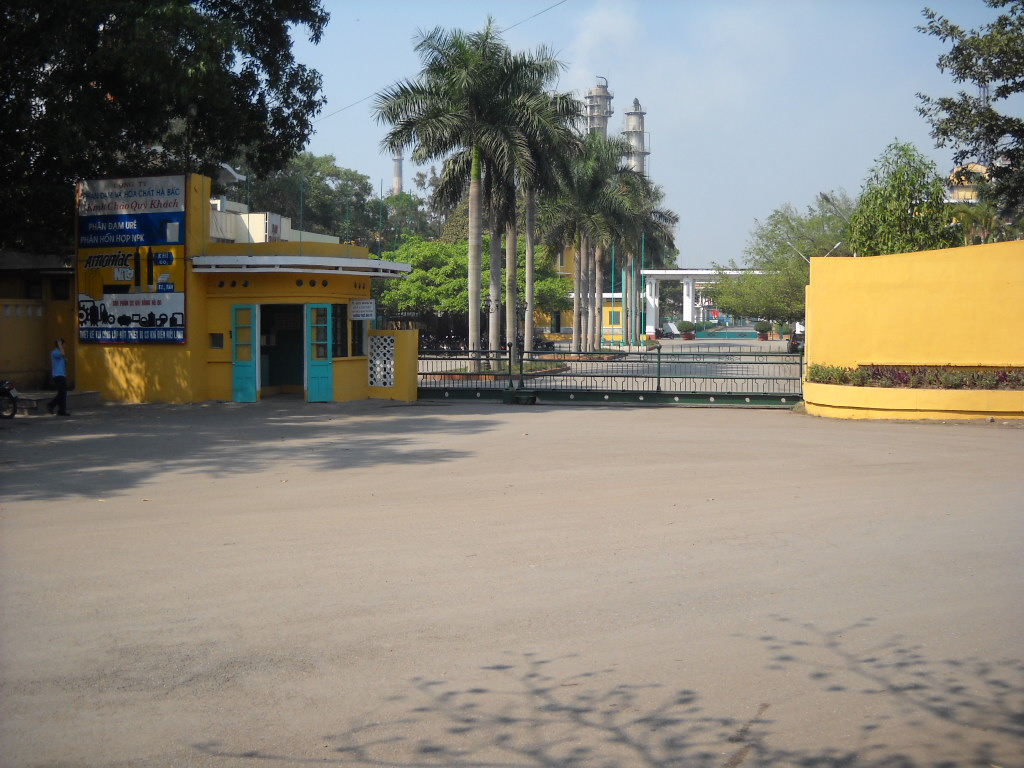
박장시
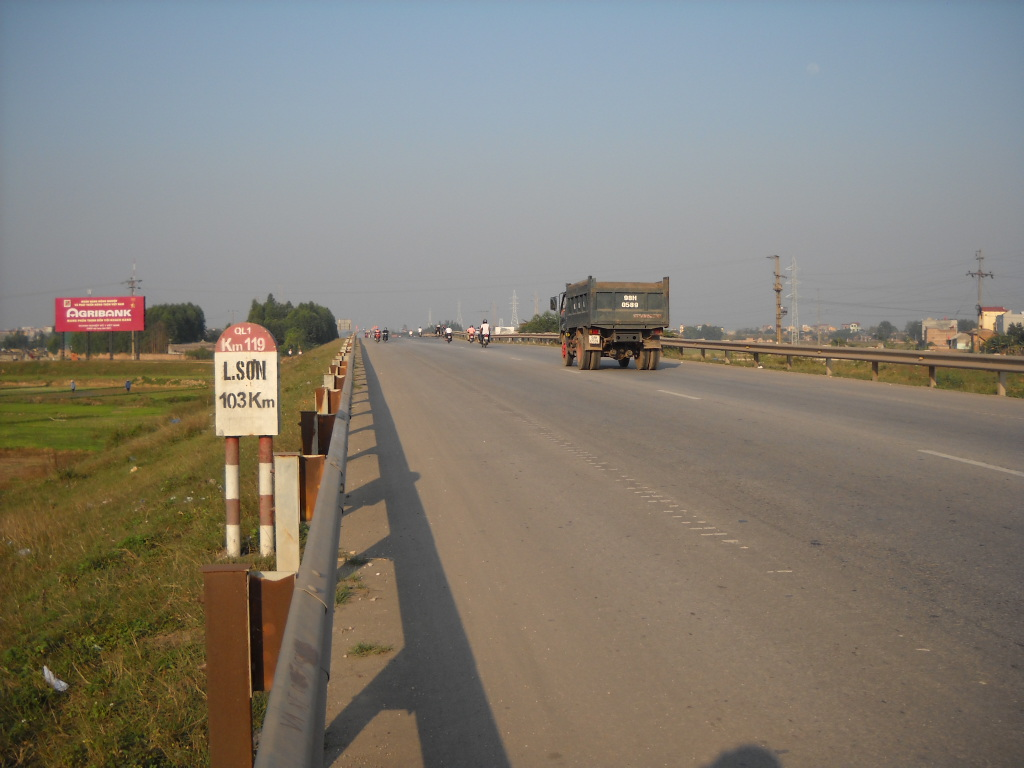
박장성의 고속도로
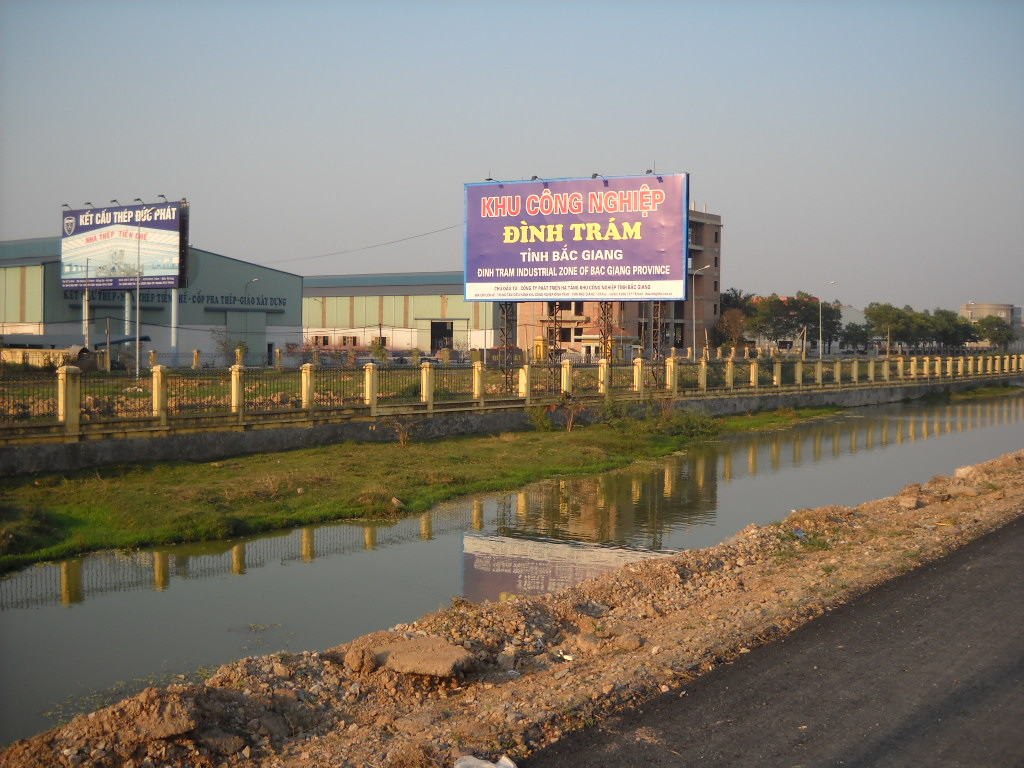
딘짬 비엣옌현 산업단지
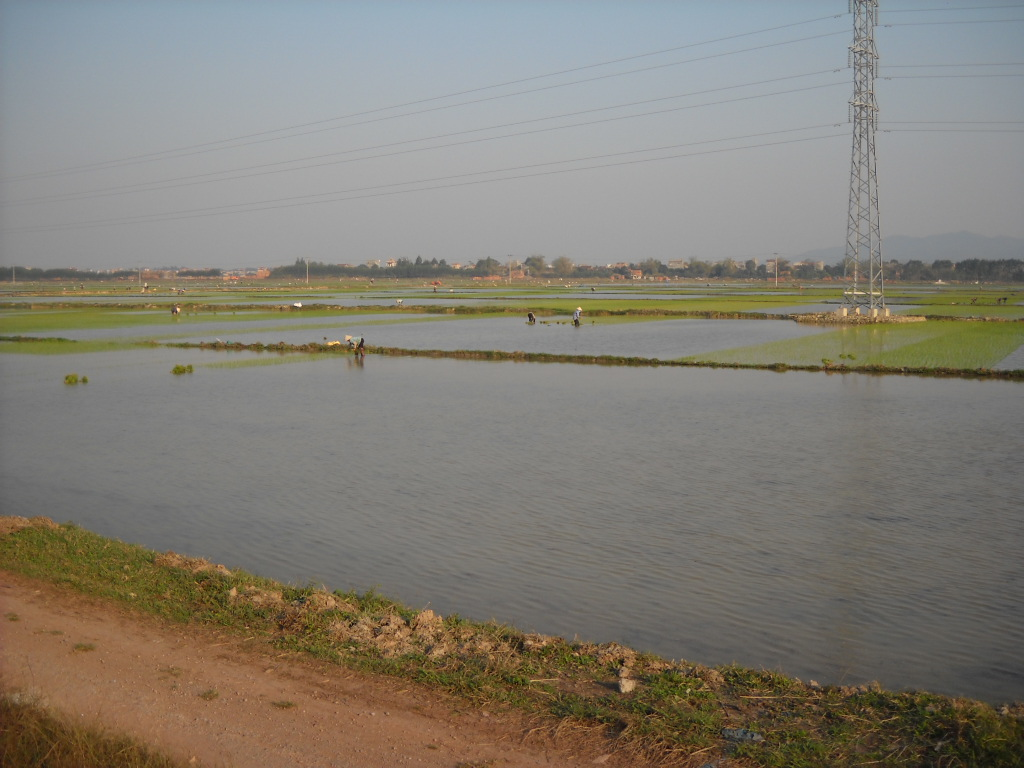
비엣옌현